# Ucrania de la Margen Izquierda

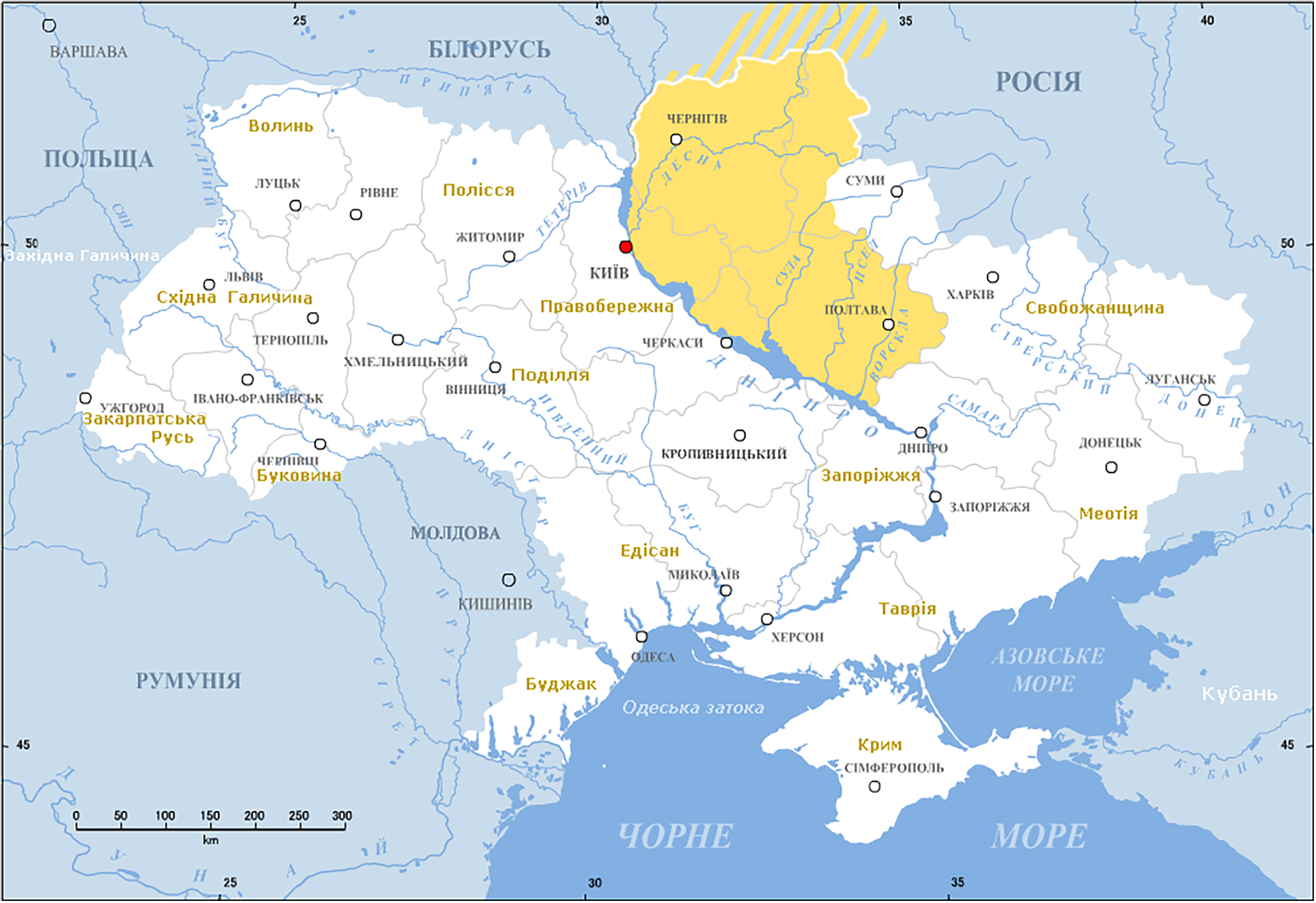
Ucrania de la Margen izquierda (amarillo).

La Ucrania de la Margen Izquierda (ucraniano: Лівобережна Україна, Livoberezhna Ukraína) fue una entidad administrativa y política histórica, que existió entre mediados del siglo XVII y la segunda mitad del XVIII, ubicada en las zonas de Ucrania al este del río Dniéper (en la margen izquierda según el curso del río), que consistía en las modernas regiones de Cherníhiv y Poltava, las partes orientales de las regiones de Kiev y Cherkasy y también, en diferentes interpretaciones, incluía la parte norte de Dnipró o la parte occidental de la región de Sumy. Al este, la Ucrania de la de la margen izquierda limitaba con la Ucrania Libre, al sur, con las tierras del Sich de Zaporiyia.
Pasó a formar parte del Zarato moscovita de acuerdo con las decisiones del Zemski Sobor (1653) y del Tratado de Pereyáslav (1654) adoptadas sobre la base de llamamientos del Hetman Bogdán Jmelnitski. Esta situación fue refrendada, en 1667, por el Tratado de Andrúsovo, y, en 1686, por el Tratado de Paz Eterna entre la Mancomunidad Polaco-Lituana y el Zarato moscovita.
La Ucrania de la Margen Izquierda disfrutó de cierto grado de autonomía dentro del Zarato moscovita (desde 1721 convertido en el Imperio ruso), como el Hetmanato Cosaco, autonomía que se va perdiendo gradualmente a lo largo del siglo XVIII.

## Historia

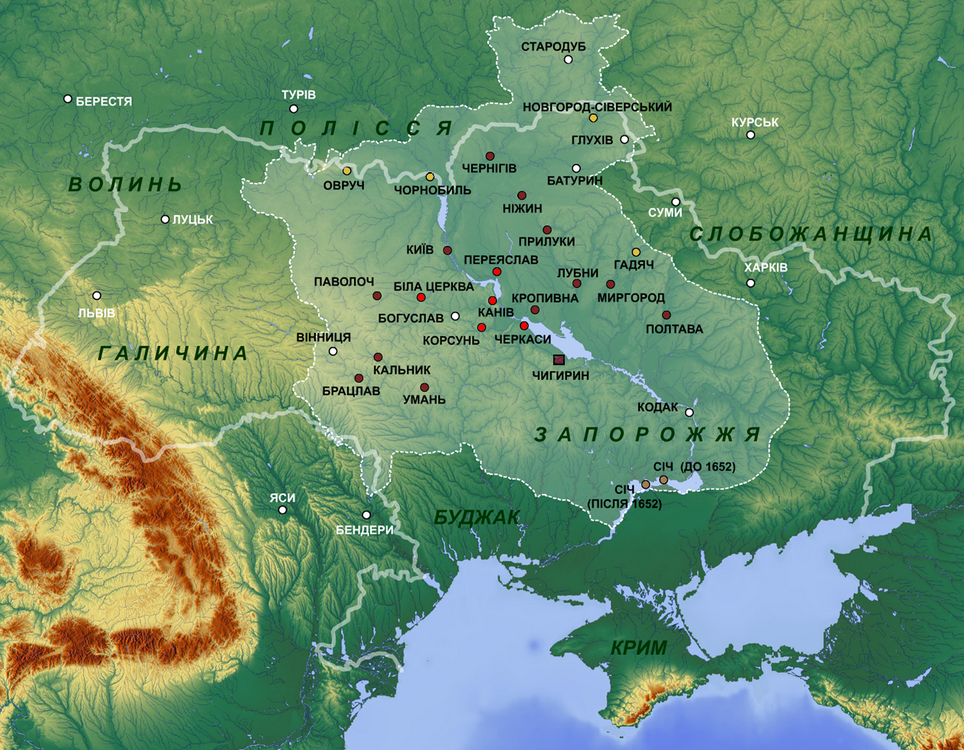
Territorio conseguido tras la Rebelión de Jmelnitski.

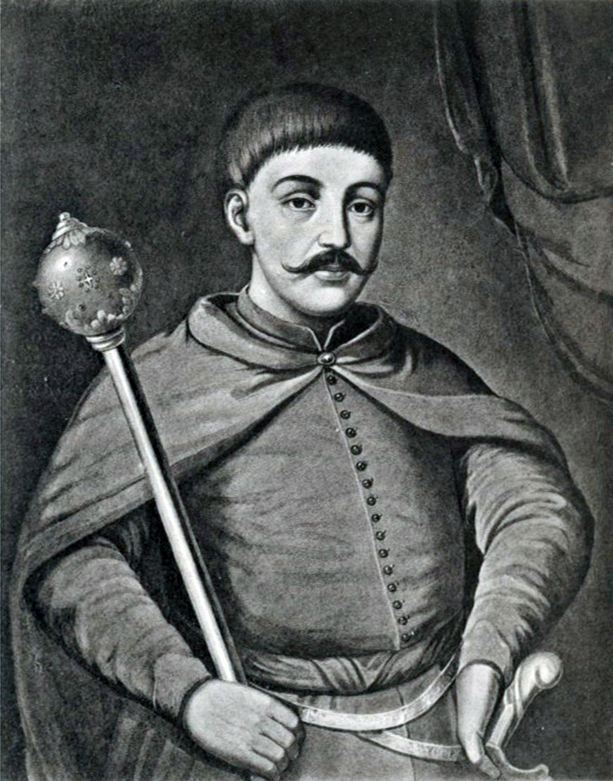
Iván Briujovetsky.

Históricamente, el concepto de "Ucrania de la Margen Izquierda" surgió en el siglo XVII, durante la Guerra civil en el Hetmanato Cosaco, que pasó a la historia con el nombre de "Ruina", debido a una división que surgió en el campo cosaco durante la Guerra ruso-polaca (1654-1667). En este contexto, cada facción cosaca eligió a su propio Hetman en cada una de las orillas del río Dniéper.
En 1657, Pavló Teterya fue elegido hetman de la Ucrania de la Margen Derecha, y, en 1663, Iván Bryujovetsky fue elegido hetman de la orilla izquierda. En 1667, esta situación se consolidó con la Tregua de Andrúsovo, después de la cual la Ucrania de la margen izquierda, conservando su autonomía, pasó a formar parte oficialmente del Zarato moscovita.
La Ucrania de la margen izquierda estaba dividida en regimientos y sotnias, encabezados por coroneles y sótniks. Formalmente, estos puestos eran electivos, pero en realidad estaban ocupados por representantes de los ancianos cosacos, designados por el hetman y aprobados por decreto real.
En 1708, después del cambio de bando del Hetman Iván Mazepa, la autonomía de Ucrania de la margen izquierda fue limitada y formalmente pasó a formar parte de la recién formada Gobernación de Kiev. En 1722-1734 y después de 1764, la gestión de Ucrania de la margen izquierda estuvo a cargo del Colegio de la Rusia Menor.
Después de 1781, Ucrania de la margen izquierda se dividió en las gobernaciones de Chernígov, Nóvgorod-Síverski y Kiev (Virreinato de Kiev).
En 1796, el territorio de la orilla izquierda de Ucrania formó la Gobernación de Rusia Menor, y, en 1802, se dividió en las Gobernaciones de Chernígov y Poltava. Los regimientos cosacos se transformaron en regimientos regulares del Ejército Imperial Ruso.
En fuentes prerrevolucionarias, llamaban la Margen Izquierda de "Rusia Menor" y la margen derecha de Hetmanato.

### Tras la muerte de Bogdán Jmelnitski
Tras la muerte de Bogdán Jmelnitski, algunos cosacos cuestionaron la elección de Iván Vihovski como Hetman, proceso que dio lugar al Levantamiento de Barabash y Pushkar, que Vihovski sólo consiguió sofocar, rechazando las directrices de Zar Aleijo I, que intentaba conciliar a Vihovski y a los líderes cosacos rivales, con la ayuda de tropas de tártaros de Crimea. En el verano de 1658, tras su victoria en la represión del levantamiento, Vihovski siguió actuando para eliminar a posibles rivales. 
El 22 de agosto de 1658, Kiev fue atacada por un ejército dirigido por Daniil Evstáfievich Vihovski (hermano de Iván Vihovski) con el apoyo de los tártaros de Crimea. En este contexto, Vasili Borísovich Sheremétev, el Vaivoda de Kiev, consiguió evitar la toma de la ciudad. Sin embargo, las tropas atacantes lograron aislar la ciudad.
En septiembre de 1658, Vihovski firmó el Tratado de Hadiach con los polacos, según el cual el Hetmanato Cosaco, se llamaría: Gran Ducado de Rusia y formaría parte integrante, dotada de autonomía interna, de la República de las Dos Naciones, que luego se convertiría en la "República de las Tres Naciones". En cambio, las propiedades tomadas por los cosacos fueron devueltas a la nobleza polaca y a la Iglesia Católica. Además, los polacos que habían sido expulsados durante la Rebelión de Jmelnitski podrían regresar. El acuerdo significó, en realidad, la transición de Vihovski al lado de los polacos en la Guerra ruso-polaca (1654-1667). Vihovski aceptó el título de "Gran Hetman del Principado Ruso".
Poco después de la firma del Tratado de Hadiach, las tropas de Vihovski invadieron los distritos de Putyvl y Sevsk. Entonces, el Príncipe Grigori Danílovich Dolgorúkov, el voivoda de Putivl, informó al Zar Aleijo I sobre diversos atentados que han tenido lugar en la región.
Entonces, Moscú comenzó a reunir tropas apresuradamente. Para proteger los distritos del suroeste, los príncipes Fiódor Fiódorovich Kurakin, Semión Románovich Pozharski y Semión Petróvich Lvov, fueron enviados a Sevsk al mando de tropas.
Después comenzó la Campaña del Regimiento de Bélgorod.
A finales de noviembre de 1658, el Príncipe Grigori Grigórievich Romodánovski propuso que los cosacos eligieran un nuevo otaman y los cosacos de la margen izquierda de Ucrania eligieron, en la ciudad de Varva, a Iván Bespaly, que era el coronel del Regimiento cosaco de Uman, como "atamán por un tiempo" y a Voronok como capitán general, además: se eligió la ciudad de Romny como lugar de residencia del atamán.

#### Reanudación de las hostilidades
Si desea información más completa, consulte: Reanudación de las hostilidades
Cuando se vieron rodeados por el Regimiento de Belgorod, varios líderes cosacos leales a Iván Vihovski, para salvar sus vidas, decidieron rendirse y jurar lealtad al Zar Aleijo I, pero, en diciembre de 1658, el juramento resultó ser falso y estos líderes cosacos volvieron a luchar contra las tropas rusas junto con Vihovsky y los tártaros de Crimea.
El 28 de junio de 1659, tras varias batallas, las tropas del Kan de Crimea y de Vihovski derrotaron, en la Batalla de Konotop, a las tropas del Príncipe Trubetskoy, que se retiró a Putivl.

#### La caída de Iván Vihovski
Como resultado de la derrota de Trubetskoi, las regiones fronterizas del sur de Rusia, hasta Vorónezh y Usman, quedaron desprotegidas. En agosto de 1659, los crimeos hicieron campañas contra 18 vólosts, la mayoría de los cuales estaban ubicados más allá de la línea fortificada de Bélgorod, donde muchos rusos fueron capturados para ser vendidos como esclavos en Crimea. Entonces, se ordenó a Trubetskoy que se trasladara al área entre Putivl y Sevsk para repeler las incursiones tártaras y el ejército ruso tuvo que detener temporalmente la guerra en el Hetmanato Cosaco.
En ese momento, Iván Vihovski estaba sitiando Haidach, que estaba defendida por el coronel cosaco Pavel Efremovich Apostol.
Iván Sirkó, entonces el Koshovyi Otamán, cumpliendo las instrucciones de Trubetskoy y de Bespaly, atacó a la Horda de Nogái y, esto, obligó a las tropas tártaras a regresar a Crimea. Después de esto, Sirkó derrotó al coronel Timosh, enviado contra él por Vihovski.
Pronto, Poltava se unió a las ciudades de Romny, Haidach y Lójvitsia que se rebelaron contra Vihovski. En septiembre de 1659, algunos de los antiguos aliados de Vihovski en la Batalla de Konotop juraron lealtad al Zar Aleijo I, como: Ivan Ekimovich, el coronel de Kiev; Timofey Ermolovich Tsetsyura, el coronel de Pereyáslav; y Anikey Silich, el coronel de Chernígov.
En Pereyáslav, Tsetsyura arrestó a Jan Zumeral, un comandante de tropas mercenarias leal a Vihovsky, y disparó a los partidarios Stepan Sulimenko, Severyan Sulimenko e Ivan Zabuysky. Además, Tsetsyura arrestó el juez militar Fyodor Loboda y liberó a los dragones rusos que estaban cautivos en Pereyáslav para incorporarlos a la guarnición de la ciudad.
Cerca de Bykov, los campesinos mataron al coronel Yuri Nemirich, un partidario de Vihovski. Además, los habitantes de Cherkasy se negaron a permitir que Vihovski entrara en la ciudad.
Entonces, los regimientos de Kiev, Pereyáslav y Chernígov, así como los cosacos de Iván Sirkó, propusieron elegir un nuevo hetman. En este contexto, el 17 de octubre de 1659, la Rada de Bila Tserkva eligió a Yuri Jmelnitski y Vihovski huyó a Polonia.

### Hetmanato de Yuri Jmelnitski
El 17 de octubre de 1659, Yuri Jmelnitski, para devolver la ayuda recibida de Rusia, firmó un nuevo tratado en Pereyáslav, según el cual los cosacos estaban prohibido de elegir un Hetman sin el permiso del Zar ruso, que también decidiría sobre las relaciones internacionales del Hetmanato Cosaco. Además, las ciudades serían gobernadas por vaivodas rusos y la Iglesia sería completamente subordinada al Patriarcado de Moscú. Muchos de los ancianos de la orilla derecha no reconocieron al nuevo hetman y juraron lealtad a la República de las Dos Naciones.
En febrero de 1660, el ejército polaco dirigido por Stanisław Rewera Potocki, el Gran Atamán de la Corona, invadió el Hetmanato Cosaco. Con él estaban Iván Vihovski y los cosacos leales a él. Después del fallido asedio de Mohyliv-Podilski, donde tuvo el apoyo de los tártaros de Crimea, el ejército polaco se retiró del Hetmanato bajo la presión de las fuerzas del Príncipe Grigory Afanasyevich Kozlovsky.
Mientras tanto, los cosacos dirigidos por Grigory Gulyanitsky y los tártaros dirigidos por los príncipes Mehmet-Girey y Sarat-Girey asolaron las afueras de Nizhyn. Sin embargo, el 5 y 6 de febrero de 1660, el Regimiento cosaco de Nizhyn derrotó a uno de los destacamentos de Gulyanitsky y a los tártaros.
En los últimos días de febrero de 1660, se celebró una manifestación en la que el enviado polaco Stanisław Kazimierz Bieniewski y Dionisio Balabán, el Metropolitano de Kiev, persuadieron a los cosacos para que acudieran en ayuda del Sacro Imperio Romano Germánico contra el Imperio Otomano.
Sin embargo, los cosacos se negaron.
El 11 de marzo de 1660, las tropas dirigidas por el coronel Yakym Somkó, el Hetman asignado de Pereyáslav, derrotaron, cerca de la aldea de Kozlov (Óblast de Kiev), a los "traidores de los cosacos del Trans-Dniéper", dirigidos por el coronel Sulima, que invadieron la margen izquierda. Sulima fue herido y se dirigió a Berezin.
El 15 de marzo, los coroneles Vasili Zolotarenko e Iván Lijarev, con el apoyo de tropas rusas, subyugaron las ciudades de Nosovka, Kobyzhcha, Stáraya Basan, Berezán, Bobrovitsa, Nueva Bíkov, Galitsa (Óblast de Chernígov), Monastyrische (Óblast de Chernígov) y muchas otras ciudades.
El 17 de agosto de 1660, comenzó la Campaña de Sheremetev. Sin embargo, esta alianza ruso-cosacas fue derrotada por una alianza de polacos y tártaros de Crimea en Chúdniv. Los polacos y los tártaros también derrotaron a las tropas de Yuri Jmelnitski. En este contexto, un grupo polaco de ancianos cosacos, dirigido por Timofey Nosach, obligó a Yuri Jmelnitski a entablar negociaciones con el gobierno polaco, que condujeron a la firma, el 8 de octubre, del Tratado de Slobodíschenski, según el cual el Hetmanato Cosaco volvía a ser súbdito de la República de las Dos Naciones.

### Yakim Somko
Tres coroneles cosacos rechazaron el Tratado de Slobodishchensky y permanecieron leales al Zar Aleijo I: Yakim Semenovich Somko, Vasily Nikiforovich Zolotarenko y Anikey Silich. Con el apoyo de los regimientos de Chernigov y Nizhyn. Entonces, Somko fue elegido como hetman de los cosacos de la orilla izquierda de Ucrania.
En noviembre de 1660, Somko atacó Pryluky y Lubní, donde las guarniciones cosacas estaban comandadas por oficiales leales a Yuri Jmelnitski. En Pryluky, los cosacos se rebelaron, arrestaron al coronel Fyodor Tereshchenko y lo entregaron a Somko. En Lubní, el proprio Stefan Shamritsky, el coronel del Regiemento, se sometió a la autoridad de Somko. Sin embargo, en diciembre de 1660, el coronel Shamritsky volvió a ponerse del lado de Jmelnitski.
El 15 de diciembre de 1660, un destacamento del ejército ruso dirigido por Grigory Ivanovich Kosagov derrotó tropas de los coroneles cosacos (leales a Jmelnitski): Pavel Trofimovich Zhivotovsky, Yatsko Cherkas e Ivan Dyachenko, pero no pudieron recuperar Haidach, en aquel momento.
A lo largo de 1561, algunos regimientos cosacos empezaron a apoyar a Somko, como el de Haidach, dirigido entonces por el centurión Krysko Semiónovich; y el de Lubensky.
También en 1661, el coronel Pavel Trofimovich Zhivotovsky, del Regiemento cosaco de Mýrhorod, dejó de apoyar a Jmelnitski y pidió a Somko que lo aceptara en su bando.
El 17 de septiembre de 1661, el coronel Vasily Shiman-Shimanovsky, del Regiemento cosaco de Zinkiv, empezó a apoyar Somko.
Entre octubre y diciembre de 1561; y entre junio y julio de 1662, Yuri Jmelnitski sitió a Somko en Pereyáslav, en vano. Los cosacos de Jmelnitski y los tártaros de Crimea se distinguían, por su extrema crueldad, en la margen izquierda, por ejemplo, la población de la antigua ciudad de Lukoml (región de Poltava) fue completamente masacrada o conducida a la esclavitud tártara, tras lo cual cayó en la desolación para siempre.
El 26 de julio de 1662, el ejército ruso-cosaco liderado por el Príncipe Grigory Grigoryevich Romodanovsky y por Somko obtuvo una victoria decisiva contra las tropas de Jmelnitski, en la Batalla de Kániv.
Tras esta derrota, Jmelnitski se retiró a la orilla derecha y tuvo que hacer frente a una invasión de la orilla derecha de Ucrania por parte de los rusos y cosacos de la orilla izquierda, que sólo fue derrotada, el 13 de agosto de 1662, con el apoyo de las tropas del Kanato de Crimea, en la batalla de Buzhin (Raión de Chiguirín). 
Sin embargo, la capacidad de Jmelnitski para seguir dirigiendo a los cosacos se vio seriamente comprometida y en enero de 1663 se vio obligado a dimitir como Hetman y Pavel Ivanovich Tetera Morzhkovsky fue elegido Hetman de los cosacos de la orilla derecha.

#### Rada Negra
En 1662, Somko fue elegido Hetman en la Rada de Kozelets (Raión de Chernígov), sin embargo, su reconocimiento por el Zar Aleijo I se vio comprometido por las denuncias de Bryukhovetsky.
En octubre de 1661, Ivan Bryukhovetsky fue elegido Hetman en el Sich de Zaporiyia y quien se acercó al obispo Metodio y comenzó una pelea con Somko por la maza. Entonces Bryukhovetsky envió emisarios a Moscú para decir que Somko era una persona poco confiable y estaba planeando una traición.
En junio de 1663, Bryukhovetsky fue elegido Hetman de la Orilla Izquierda de Ucrania, en la "Rada Negra" en Nizhyn. El representante del Zar Aleijo I en la Rada era el Príncipe Daniil Stepánovich Velikogaguin que apoyaba a Bryujovetsky. Somkó también trajo regimientos a la Rada y estaba preparado para un enfrentamiento violento, pero sus cosacos dudaron cuando vieron que el Príncipe Daniil estaba en contra de ellos. Entonces, muchos empezaron a pasarse al lado de Bryukhovetsky.
Somkó amenazó no reconocer tales “elecciones” y quejarse ante Moscú. Esta actitud enfureció al Príncipe Daniil, que ordenó el arresto del ahora ex hetman y de su séquito.
Tres de los líderes cosacos más leales a Rusia: Somkó, Sílich y Zolotarenko, fueron arrestados y condenados a muerte. La razón formal del veredicto fue: la relación de Somko con Pavló Teterya, el Hetman de la Ucrania de la Margen Derecha. Según Nikolái Kostomárov, la primera acusación tenía cierta base: de las cartas de Pavel Tetera al Rey Juan II Casimiro se desprende claramente que antes de la "Rada Negra", Somkó negoció con Teterya sobre la anexión del lado izquierdo del Dniéper a Polonia.
El 18 de septiembre de 1663, Somkó fue ejecutado en Borzna.

### Levantamiento de la margen izquierda (1668-1669)
- Ver también: Levantamiento de la Margen Izquierda (Subsección del artículo: Iván Martýnovich Bryujovetsky)

Entre 1668 y 1669, tuvo lugar el "Levantamiento de la Ribera Izquierda", también conocido como la "Rebelión de Bryukhovetsky" que fue un levantamiento armado en el Hetmanato de la Ribera Izquierda contra el poder del Zarato moscovita, apoyado por el Kanato de Crimea y los "Cosacos de la Ribera Derecha". El levantamiento fue en contra de los términos de la Tregua de Andrúsovo.
Inicialmente, fue dirigido por el Hetman Iván Bryujovetsky, sin embargo, después de su asesinato, por partidarios de Petró Doroshenko, el 7 de junio de 1668, Doroshenko se convirtió en atamán de ambas orillas del Río Dnieper. Sin embargo, Tras la victoria rusa en la batalla de Sevsk, que tuvo lugar entre el 3 y el 6 de julio de 1668, Doroshenko regresó a la orilla derecha del Río Dniéper y nombró Demyan Mnohogreshny, el coronel de Chernígov, como atamán designado en la orilla izquierda de Ucrania.
Mnohogreshny comenzó a organizar una defensa contra un gran ejército ruso bajo el mando del Príncipe Grigory Grigoryevich Romodanovsky, que entró en el Hetmanato Cosaco y, entre 19 y 20 de septiembre, derrotó a las tropas cosacas que rodeaban Chernígov y liberó la guarnición dirigida por Andrei Tolstoi, que había estado sitiada durante ocho meses. La guarnición rusa en Nezhyn también fue liberada. Después de estos acontecimientos y tras la victoria de Romodanovsky, cerca de Sednev, sobre los cosacos de la orilla izquierda, Mnogohreshny, bajo la presión de la parte de los ancianos y el clero pro-Moscú (especialmente: Lázar Baranóvich, entonces el arzobispo de Chernígov), entabló negociaciones con los embajadores de Zar Aleijo I.

### Artículos de Hlújiv

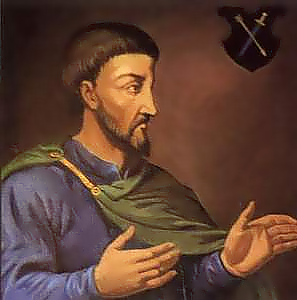
Demyán Mnogohreshny.

El 17 de diciembre de 1668, Demyán Mnogohreshny (nacido en 1631) fue elegido hetman de toda Ucrania de la margen izquierda en la Rada Cosaca en Nóvgorod-Síverski y en nombre de todos los ancianos prestó juramento al Zar Alejo I. El 3 de marzo de 1669, ya en Hlújiv, la Rada general lo eligió nuevamente hetman, y poco después de prestar juramento, concluyó los "Artículos de Hlújiv" con el Zar Alejo I, el único documento que, tras la muerte de Bogdán Jmelnitski, que garantizó una autonomía real para la Ucrania de la margen izquierda dentro del Zarato moscovita.
Los "Artículos de Hlújiv", firmados por parte de los cosacos de la margen izquierda, sustituyeron a los "Artículos de Moscú", firmados cuatro años antes. Este nuevo tratado contenía 27 puntos según los cuales las guarniciones militares del Estado ruso sólo podían ubicarse en cinco ciudades de la Rusia Menor: Kiev, Pereyáslav, Chernígov, Nizhyn y Oster, y además tenían posibilidades limitadas de influir en los asuntos internos del Hetmanato.
Además, los ancianos cosacos obtuvieron el derecho a recaudar impuestos en la Rusia Menor y en el Sich de Zaporiyia. El hetman, a su vez, se comprometió a renunciar a cualquier relación diplomática con otros estados, así como a no dar refugio a los siervos fugitivos.

### Iván Samoylóvych
Nacido en la década de 1630. 

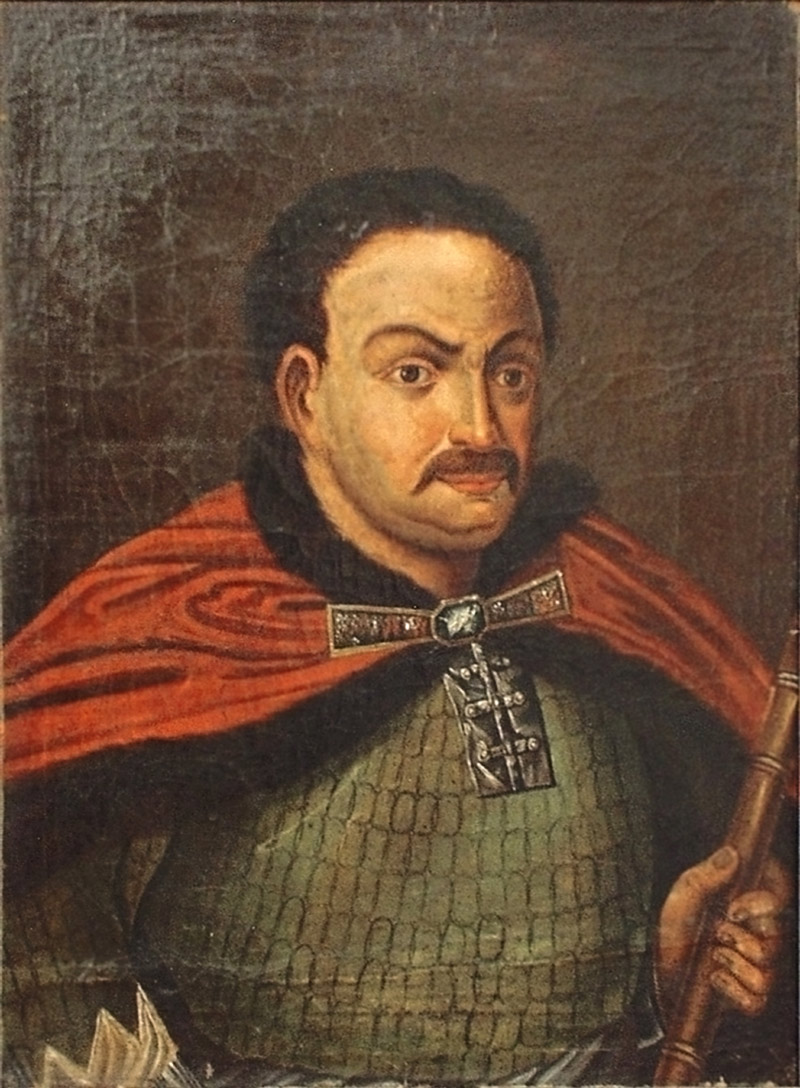
Iván Samoylóvych.

En la noche del 12 al 13 de marzo de 1672, basado en la acusación de tener conexiones con el Imperio Otomano, Mnogohreshny fue depuesto por un anciano cosaco en Baturin y entregado a los representantes del zar.
La razón principal de los acontecimientos de Baturyn fue el descontento de los ancianos cosacos y del gobierno zarista con la política del hetman Demyán Mnogohreshny y su intención, junto con el hetman de la Ucrania de la Margen Derecha, Petró Doroshenko, con la ayuda del Kanato de Crimea y el Imperio Otomano, para luchar contra el Rey polaco Miguel Korybut Wiśniowiecki, lo que podría provocar una ruptura del Tratado de Andrúsovo.
Después de eso, Iván Samoylóvych, que también había participado en el levantamiento de la Ribera Izquierda de 1668-1669, pero luego apoyó los "Artículos de Hlújiv" con el Zar Alejo I, fue elegido hetman de la orilla izquierda, el 25 de mayo (17 de junio) de 1672, en el parlamento de Konotop.
En esta ocasión también se firmaron los "Artículos de Konotop", que solo constituían una adición al Tratado de  Hlújiv de 1669, destinada a aclarar su esencia o complementarla. Se introdujeron disposiciones fundamentalmente nuevas sólo en lo que respecta a la regulación de cuestiones que los acontecimientos pusieron en la agenda después de 1669. En particular, a propuesta de los ancianos cosacos, el poder del hetman en el ámbito de la política interior y exterior se limitó a su favor, y por iniciativa del zar, se crearon obstáculos a la expansión territorial del hetmanato a expensas de las tierras del sur de Bielorrusia. También se suprimió la disposición sobre la participación obligatoria de la delegación del Hetman en las negociaciones ruso-polacas si se trataba del Hetmanato.
En general, los Artículos de Konotop limitaron el poder del hetman a favor de los ancianos cosacos y redujeron la autonomía del Hetmanate.

#### Artículos de Pereyáslav

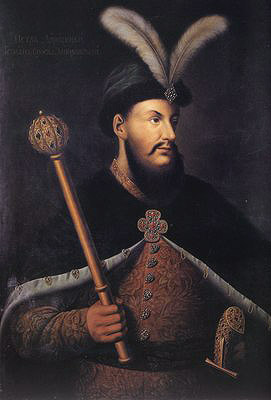
Petró Doroshenko.

En 1674, en un contexto en el que los cosacos de la orilla derecha del Río Dniéper, dirigidos por Petró Doroshenko, dejaron de ser vasallos de la República de las Dos Naciones (Mancomunidad de Polonia-Lituania) y se convirtieron en vasallos del Imperio Otomano (Tratado de Buczacz), Iván Samoylóvych, el hetman de la Ucrania de la margen izquierda, aprovechando que esta nueva situación liberaba al gobierno ruso de las obligaciones que le imponía el Tratado de Andrúsovo, cruzó el Río Dniéper junto tropas dirigidas por Grigori Romodanovsky.
En este contexto, casi todos los regimientos cosacos de la margen derecha se trasladaron al lado de Iván Samoylóvych y se firmaron los "Artículos de Pereyáslav", que fueran condiciones firmadas por el capataz cosaco del Ejército de Zaporozhian en el Consejo de Pereyáslav el 17 de marzo de 1674, en el que 10 de los 11 regimientos cosacos de la margen derecha, así como el hetman de la margen derecha (reconocido por la República de las Dos Naciones) Mijaíl Janenko, juraron lealtad al Zar Alejo I  y eligió Iván Samoylóvych, el hetman de la orilla izquierda, como nuevo hetman de “ambos lados del Dniéper”.
Los "Artículos de Pereyaslav" de 1674 registraron las condiciones bajo las cuales los cosacos de la orilla derecha aceptaron la ciudadanía rusa. Generalmente repitieron las condiciones bajo las cuales el Hetmanate de la Ribera Izquierda era parte del Zarato moscovita bajo los "Artículos Hlújiv" de 1669 y los "Artículos Konotop" de 1672.
Además, el ejército reunificado de Zaporozhian podría disfrutar de una amplia autonomía interna, que incluía su propio autogobierno, procedimientos judiciales, un registro de cosacos de 20.000 personas y un presupuesto. El gobierno ruso garantizó la propiedad de todas las propiedades y tierras adquiridas por el capataz y los cosacos. La Iglesia Ortodoxa Rusa también disfrutaba de derechos ilimitados. Todo esto se compara favorablemente con las condiciones propuestas por Varsovia, que insistía en la devolución obligatoria de las propiedades de los antiguos terratenientes (Nobleza de Polonia y Lituania), así como de las iglesias Uniata y católica.
Las decisiones de la Rada de Pereyáslav querían la transición de toda la Margen Derecha “hasta el mismo Dniéster” bajo el gobierno zarista y su unificación con la Margen Izquierda. Sin embargo, Petró Doroshenko, que se encerró en Chiguirín, se negó a aceptar los "Artículos de Pereyáslav", así como los rivales geopolíticos de Rusia: la República de las Dos Naciones, el Kanato de Crimea y el Imperio Otomano.

#### Toma de Chiguirín

Mapa-esquema de la fortaleza de Chyhyryn en vísperas del asedio de 1678:
I - Bastión central o "baluarte" del Castillo Nuevo;
II - Bastión ("mazmorra") de Doroshenko;
III - Bastión con la Torre de Crimea;
IV - La Puerta Spassky con una torre de madera y un revellín doble delante de ellos;
V - Torre de madera sobre una base de piedra, "Nuevo Cuerno de Cabra";
VI - Torre y el pozo;
VII - Bastión de piedra de la esquina;
VIII - Torre redonda de piedra;
IX - La Torre de Kiev con una puerta al puente;
X - Torre Noname (recién construida en 1678);
XI - El Korsun o Torre del Molino;
XII - Puerta a la Ciudad Baja.

En julio de 1774, Las tropas zaristas bajo el liderazgo de Grigori Romodanovsky y las tropas hetman de Iván Samoylóvych empezaron la Primera Campaña de Chiguirín. El 29 de julio de 1774, sitiaron Chiguirín, donde estaba Doroshenko, pero no pudieron tomarla inmediatamente. El acercamiento del ejército turco y de la horda de Crimea desde ambos bandos obligó a Romodanovsky a iniciar, el 10 de agosto, una retirada a Cherkasy, donde el ejército llegó sano y salvo. El ejército turco restauró el poder de Doroshenko y, tras una feroz resistencia, Ladyzhyn y Umán fueron tomadas y devastadas. Así las ciudades y pueblos de la margen derecha que fueron entregados a Samoilovich sufrieron una terrible devastación. Doroshenko recuperó el poder en la margen derecha, pero se hizo muy impopular.
Después de que los otomanos abandonaron el Dniéster, en 1674-1675, Juan III Sobieski, el nuevo Rey de Polonia, logró restaurar parcialmente la posición de la República de las Dos Naciones en la orilla derecha, ofreciendo a los cosacos condiciones atractivas (en particular, exención de deberes). En ese contexto, el propio Doroshenko inició negociaciones para recuperar la ciudadanía polaca. Cuando esto se supo en Moscú, se produjo una reacción negativa: se creó la impresión de que los turcos actuaron en la orilla derecha con la connivencia o incluso por invitación de Sobieski.
Habiendo recibido ayuda de los tártaros de Crimea en la primavera de 1675, Doroshenko rompió las negociaciones con los polacos. A finales de la primavera, el ejército turco invadió de nuevo la orilla derecha, que Sobieski sólo logró detener cerca de Leópolis. Los turcos devastaron 19 ciudades y no encontraron resistencia seria. En estas condiciones, se inició un éxodo masivo de la población hacia la margen izquierda del Dnieper.
El 18 de septiembre, Romodanovsky y Samoilovich se encontraban en la margen izquierda del Dnieper, cerca de Kániv, cuando se envió un fuerte destacamento a la margen derecha. Doroshenko no recibió ayuda de los turcos y los coroneles de la margen derecha, en lugar de resistir, lideraron a los colonos. Sin embargo, debido a la dura posición de la parte polaca, que amenazó con enviar tropas a Ucrania (no se excluía la posibilidad de una alianza con Turquía), en octubre, las tropas zaristas regresaron a la orilla izquierda del Dnieper.
La autoridad de Doroshenko cayó tan bajo que, el 13 de octubre de 1675, el Parlamento de Chiguirín se vio obligado a prestar juramento públicamente al zar y liberar a los prisioneros, y en enero de 1676 envió las kleinodas del hetman (signos militares o atributos de poder) (excepto la maza) a Moscú. Sin embargo, siguió ganando tiempo y en marzo se negó a entregar Chiguirin al coronel V. Borkovsky, mientras el gobierno de Moscú esperaba, tratando de aclarar la posición de la República de las Dos Naciones y Turquía.
A finales de agosto de 1676, el ejército turco cruzó el Dniéster y se trasladó a Leópolis. Inmediatamente desde el ejército de Romodanovsky y Samoilovich, se envió un destacamento de avanzada a Chiguirín bajo el mando del Coronel Grigori Ivánovich Kosagov y el General Leonti Artémiovych Polubótok que incluía 15 mil personas, incluidos 4 regimientos ucranianos y la "compañía letrina" del hetman. Sin encontrar resistencia, se acercaron a Chiguirín, derrotaron fácilmente a las fuerzas de Doroshenko en las afueras de la ciudad y se prepararon para un asedio. Al día siguiente, Chiguirín capituló, habiendo recibido de Samoilovich la confirmación de los "derechos y libertades de los militares".
El 19 de septiembre, Doroshenko llegó al campamento de Romodanovsky y le entregó la maza del hetman. Al día siguiente, el Hetman Samoilovich entró solemnemente en Chiguirín. Chiguirin y Cherkasy y sus alrededores prestaron juramento al zar ruso, en Chiguirín había una fuerte guarnición, pero el ejército principal pronto partió hacia el Dnieper debido a la extrema devastación de la zona, como testificó Samoilovich: “en el otro lado. .. todo es desierto excepto el propio Chiguirín y los pueblos de los alrededores”. Pronto siguieron fricciones con las guarniciones polacas que todavía ocupaban fortalezas individuales en la orilla derecha.
Pero, el 17 de octubre de 1676, la guerra entre la República de las Dos Naciones y el Imperio Otomano (Guerra polaco-turca (1672-1676)) terminó con la firma del "Tratado de Zhuraven". De hecho, Varsovia abandonó la orilla derecha de Ucrania; las guarniciones polacas sólo pudieron permanecer en Pavolocha y Bila Tserkva. .
En 1677, Doroshenko fue enviado a Moscú y nunca regresó a su tierra natal. Cuando se recibió el decreto real para enviar a Doroshenko a Moscú, Samoilovich se opuso obstinadamente (pero en vano) a la extradición de su reciente enemigo, señalando que él y todos los mayores garantizaban su seguridad.

#### Asedio de Chiguirín (1677)

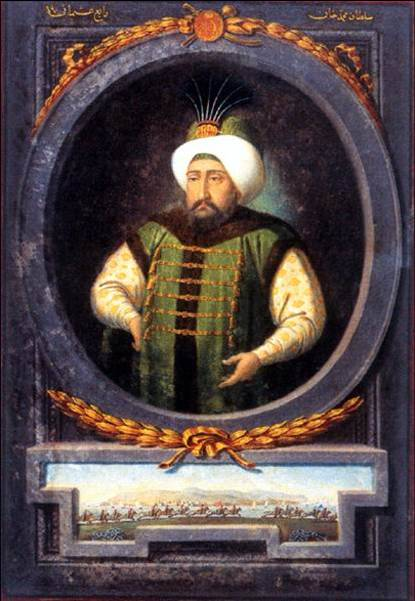
Sultán Mehmed IV.

Considerando la orilla derecha como su posesión vasalla, el Sultán Mehmed IV nombró a su cautivo Yuri Jmelnitski (hijo de Bogdán Jmelnitski) como hetman de los cosacos, en lugar de Doroshenko, y, a finales de mayo de 1677, envió el ejército de Ibrahim Bajá a Chiguirín. El gobierno de Moscú reforzó la guarnición de antemano: tres regimientos de fusileros y unos 5 mil cosacos fueron enviados a la fortaleza dirigidos por Samoilovich.
El número total de la guarnición era de 9 mil personas bajo el mando del Mayor General Afanasy Fedorovich Traurnicht. Según el plan de combate propuesto por Samoilovich y aprobado, el 29 de marzo, en términos generales, por la Duma de boyardos, se planeó agotar a los turcos cerca de las murallas de la ciudad, retrasándolos hasta el inicio del otoño. Cuando el debilitado ejército turco se vea obligado a abandonar la zona desierta, nuevas fuerzas cruzarán el Dnieper y atacarian.
El 30 de julio, aparecieron destacamentos de avanzada en la fortaleza y, el 3 de agosto, aparecieron las principales fuerzas de los turcos. Ibrahim Bajá exigió la rendición de la fortaleza y ofreció a la guarnición salir libremente hacia la margen izquierda, pero fue rechazado. Los cosacos que defendieron la Ciudad Baja también rechazaron las propuestas enviadas por Yuri Jmelnitski.
El 5 de agosto, comenzó el bombardeo, los turcos cavaron trincheras y poco a poco se acercaron a los muros de la fortaleza. Los defensores de Chiguirin lanzaron varias incursiones importantes, interfiriendo con el asedio. Sin embargo, los turcos lograron hacer varios huecos en las paredes y llevar las trincheras a 20-30 brazas. El 17 de agosto se llevó a cabo un asalto vigoroso, que fracasó. Después de eso, la actividad de los sitiadores disminuyó, pero continuaron los bombardeos, las escaramuzas en las incursiones y la guerra de túneles.
El 20 de agosto, llegaron refuerzos rusos a Chiguirín, un regimiento de dragones y 800 Serdyuks, que cruzaron en secreto a la orilla derecha del río Dniéper. El 24 de agosto, Ibrahim Bajá con el Kan de Crimea y la mayor parte del ejército partieron para encontrarse con las tropas ruso-ucranianas que acudían en ayuda de la fortaleza.
El 10 de agosto, los ejércitos de Romodánovsky y Samoilóvich se unieron en el margen izquierdo y la noche del 27 de agosto comenzaron a cruzar el río Dniéper en Buzhin, a unos 20 kilómetros al norte de Chiguirín. Los intentos de las tropas turco-tártaras de impedir el cruce fracasaron, y en las batallas en la margen derecha del 27 al 28 de agosto, el ejército de Ibrahim Bajá sufrió una grave derrota.
Los turcos se retiraron a su campamento cerca de Chiguirín, levantaron el asedio la noche del 29 de agosto y se retiraron apresuradamente a través del Dniéster, abandonando a los rezagados y el equipo. Un reconocimiento de los cosacos enviado el 30 de agosto alcanzó a los que se retiraban a 40 verstas de Chiguirín, recuperó los convoyes y los suministros y mató a los turcos que encontraron. Pero el fuerte destacamento que envió después del 5 de septiembre, incluidas unidades seleccionadas del "nuevo sistema" bajo el mando de los coroneles G. Kosagov e I. Zmeev, ya no pudo alcanzar a los turcos, limitándose a recoger el equipo que habían abandonado.
El 5 de septiembre, el ejército de Romodanovsky y Samoilovich se acercó a Chiguirín y permaneció allí hasta el 9 de septiembre. Los militares y cosacos restauraron las fortificaciones de la ciudad y destruyeron los preparativos de asedio de los turcos. Los regimientos de Novitsky y Pavlovsky fueron enviados a Cherkasy y las ciudades circundantes de manera amigable, y se restableció el poder de Samoilovich en la orilla derecha. Después de asegurarse de que el enemigo se retiraba, el ejército principal partió para pasar el invierno más allá del Dnieper debido a la escasez descubierta de provisiones y pastos.

#### Contraataque Otomano

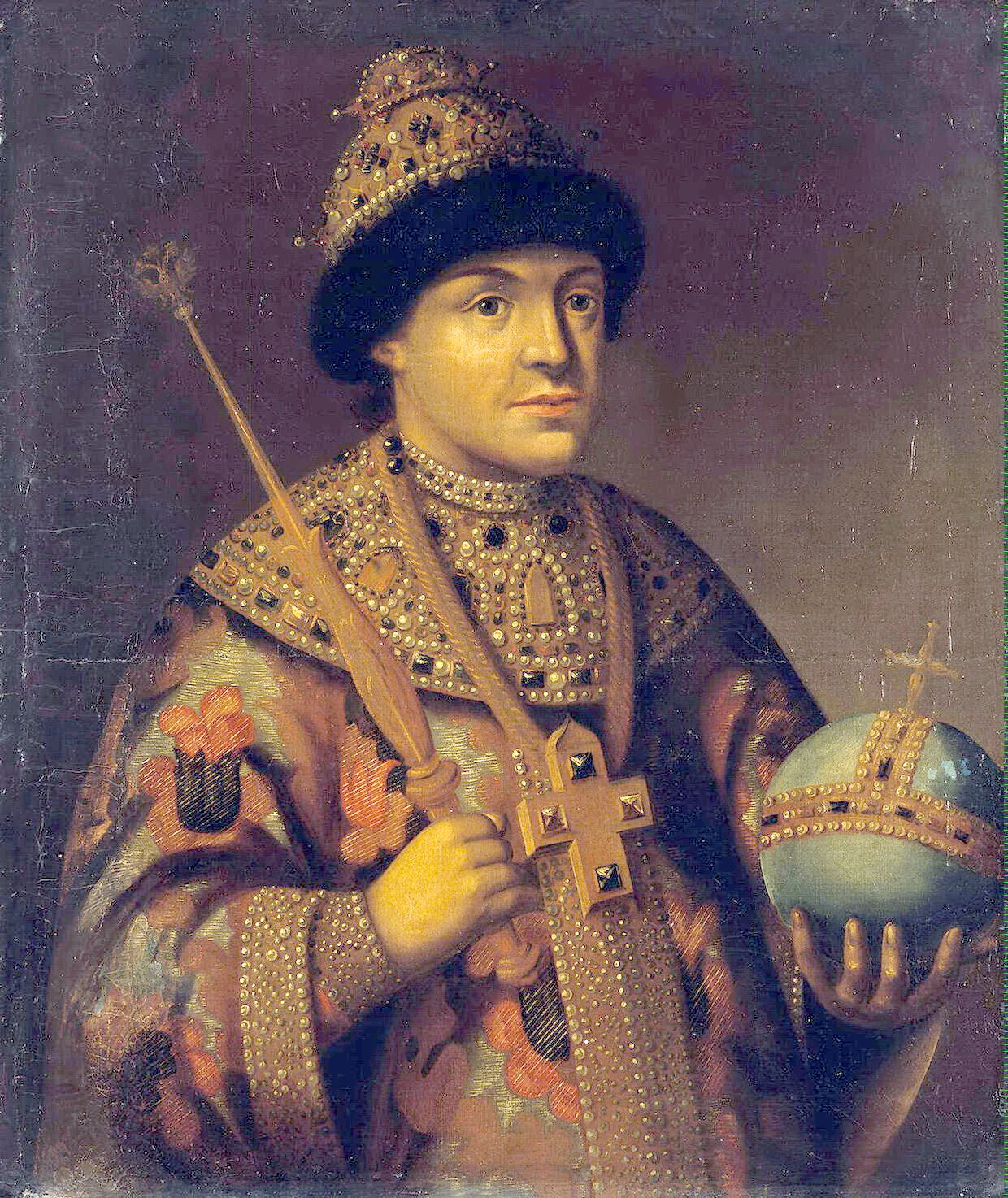
Zar Teodoro III.

En vista de los rumores sobre la reunión de los turcos para trasladarse a la Rusia Menor para tomar Chiguirín, el Zar Teodoro III ordenó fortalecer este punto y suministrarle suministros. La guarnición estaría formada por regimientos de las tropas de Romodanovsky y Samoilovich bajo el mando del okólnichi Rzhevsky. Cumpliendo esta orden, Romodanovsky y Samoilovich se trasladaron a Chiguirín y el 6 de julio de 1678 se acercaron al puerto de Buzhinskaya (en la margen izquierda del Dnieper), desde donde comenzaron a transportar tropas a la margen derecha. Esta operación aún no había terminado cuando, el 9 de julio, el ejército del Gran Visir Kara Mustafá se acercó a Chiguirín.
El 10 de julio, los tártaros atacaron los convoyes rusos en la margen izquierda, pero fueron rechazados. El intento turco de atacar a las tropas rusas avanzadas en la margen derecha el 11 de julio también terminó en un fracaso.
Recién el 12 de julio, el ejército ruso se concentró en la margen derecha, donde ese mismo día reflejó el ataque de Kara Mustafá. El 15 de julio, cuando destacamentos de caballería turca y de Crimea atacaron nuevamente a las tropas rusas y cosacas, Grigori Grigorievich Romodanovsky abandonó el convoy y movió fuerzas contra los atacantes. La batalla duró todo el día. Los turcos y tártaros se retiraron, sin embargo: tomaron posiciones ventajosas, cortando el acceso a provisiones y alimentos.
El 29 de julio, el príncipe Mijail Alegukovich Cherkassky llegó a los rusos (con kalmyks y tártaros) y trajo consigo sólo 5 mil soldados.
El 31 de julio, 15 mil personas (lanceros, reiters, kalmyks y regimientos cosacos dispuestos de Novitsky y Pavlovsky, formando una vanguardia, avanzaron hacia Chiguirín. El resto de las fuerzas en el cuadro del batallón los siguieron. La vanguardia derrotó al destacamento turco-tártaro que custodiaba el transporte Kuvichensky. Pero las tropas de Kaplan Pasha ocuparon Strelnikovaya y otras alturas, haciendo imposible cruzar el Río Tiasmyn.
En la mañana del 1 de agosto, tuvo lugar una feroz batalla por el cruce del Río Tiasmyn, en la que se distinguieron especialmente los Cosacos del Don liderados por Frol Mináyev y M. Samarina. La incursión nocturna de dos regimientos ruso-cosacos bajo el mando de Barkovsky fracasó . Salieron del campamento a medianoche y, alarmando al enemigo, regresaron al campamento en cierto desorden.
El 2 de agosto se produjeron combates al pie de la montaña Strelnikovaya. A pesar de los persistentes ataques de los regimientos rusos y cosacos, no fue posible tomar las fortificaciones del acoso contra Chiguirín. El 3 y 4 de agosto, después de acaloradas batallas, los rusos capturaron la montaña Strelnikova y se comunicaron con la guarnición de Chiguirín. Mientras tanto, los turcos, que asediaban la ciudad, continuaron con los bombardeos y comenzaron a construir túneles.
El 11 de agosto, estos últimos explotaron cerca del Río Tiasmyn, provocando que parte de la ciudad baja se incendiara. Al ver el incendio, los rusos corrieron hacia el campamento de Romodanovsky a través del puente en llamas, pero este se derrumbó y muchas personas murieron. Al mismo tiempo, el enemigo logró incendiar la nueva ciudad alta. La guarnición restante se retiró a la antigua ciudad alta y allí luchó contra los ataques enemigos durante todo el día.
Por la noche, por orden de Romodanovsky, también se prendió fuego a la parte superviviente de Chiguirín. En este contexto, sus defensores se unieron a las fuerzas principales y, al amanecer, el ejército ruso, perseguido por el enemigo, comenzó a retirarse hacia el Río Dnieper. Después de esto, los turcos se dirigieron a la frontera, pero Yuri Jmelnitski con los tártaros permaneció en la orilla derecha del Dnieper, ocupó Nemyriv, Korsun y algunas otras ciudades y atacó, más de una vez, las ciudades de la orilla izquierda en otoño e invierno.
Para privar a Yuri Jmelnitski del apoyo, así como de los fondos para el mantenimiento de las guarniciones otomanas, Ivan Samoilovich recurrió a una acción brutal en la margen derecha: la destrucción de aldeas y el traslado de la población a la margen izquierda.
La consecuencia de este acuerdo fue el Gran Traslado de la población de la Ribera Derecha al Hetmanato, llevado a cabo por orden del gobierno de Moscú en la primavera de 1679. Esta operación fue realizada por Semyon Samoilovich, hijo del hetman Ivan Samoilovich.
El Sultán Mohammed IV, al no haber recibido beneficios significativos de la victoria de Chiguirín y en general de la Guerra ruso-turca (1676-1681) y necesitar tropas para luchar contra Austria, comenzó a inclinarse hacia la paz, que se concluyó el 13 de enero de 1681, mediante el Tratado de Bajchisarái, por el que Rusia y el Imperio Otomano acordaron una tregua de veinte años, aceptaron el Río Dniéper como la línea de demarcación de sus fronteras. Los cosacos se reservaron el derecho de pesca en el Dniéper y afluentes, de obtener sal en el sur y de navegación entre el Dniéper y el Mar Negro.

#### Oposición al Tratado con Polonia

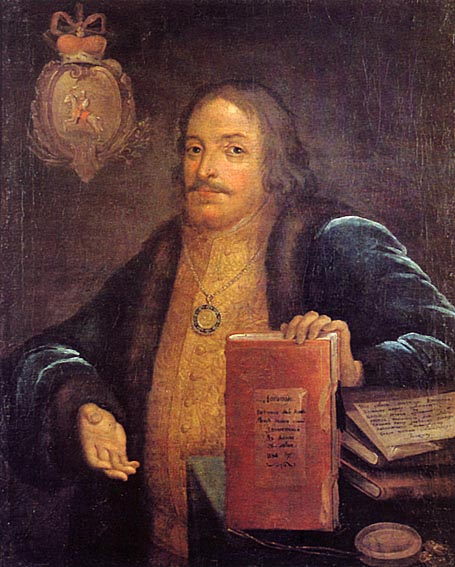
Príncipe Vasili Vasilievich Golitsyn.

En 1679, los embajadores polacos aparecieron en Moscú y comenzaron a proponer concluir una alianza de soberanos cristianos contra los mahometanos. Samoilovich intentó disuadir al gobierno de Moscú de tal alianza, señalando la traición de los polacos y el hecho de que si la guerra con los turcos tenía éxito, los cristianos ortodoxos, que practicaban libremente su fe bajo el dominio turco, serían entregados al poder de la Iglesia Católica.
A principios de 1685, Samoilovich envió Vasili Leontievich Kochubey a Moscú con instrucciones que describían en detalle las acciones insidiosas de los polacos y describían sus deseos de los pequeños rusos: quitarles las tierras ancestrales rusas a los polacos (Podolia, Volinia, Podlaquia, Prykarpattia y toda la Rutenia Roja) e interceder por la fe ortodoxa, que sufría persecución y abusos en las regiones polacas.
Sin embargo, los esfuerzos de Samoilovich fueron en vano: el Príncipe Vasili Vasilievich Golitsyn apoyó la idea de una paz eterna con la República de las Dos Naciones que incluía una alianza de cristianos contra el Islam. En este sentido, en 1686, se concluyó un acuerdo con Polonia (Tratado de Paz Eterna) y la cuestión de la orilla derecha de Ucrania quedó abierta; temporalmente esta región pasó a Polonia, pero con la condición de no poblarla.
El descontento de Samoilovich con este acuerdo se expresó en su carta al rey polaco Juan III Sobieski, en la que él, en nombre del ejército de Zaporozhye, expresó su disposición a actuar en la guerra en curso, pero al mismo tiempo pidió devolver la orilla derecha de Ucrania para los pequeños rusos. El rey polaco denunció este comportamiento de Samoilovich a Moscú, desde donde el atamán fue reprendido por “oposición”. El asustado Samoilovich envió inmediatamente una petición de perdón.
En 1687, Vasily Golitsyn emprendió su primera campaña en Crimea, en la que Samoilovich participó con un ejército de la Rusia Menor de 50.000 efectivos. Sin embargo, esta campaña terminó en un fracaso: los tártaros prendieron fuego a la estepa (política de tierra quemada) y, el 17 de junio de 1687, el Príncipe Golitsyn se vio obligado a retirarse, sin llegar a Crimea.

#### Exilio
Tras la derrota en Crimea, los partidarios del príncipe Golitsyn comenzaron a acusar a Samoilovich de traición, es decir, de haber colaborado con los tártaros en el incendio de la estepa y de no haber hecho suficientes esfuerzos para contener las deserciones de las tropas cosacas.
En este contexto, en julio de 1687, los capataces generales y varios coroneles, aparentemente liderados por Iván Mazepa, presentaron una denuncia contra Samoilovich al príncipe Golitsyn, acusándolo de intentar formar una posesión separada de la Rusia Menor. Golitsyn envió una denuncia a Moscú, de donde pronto recibió una orden para arrestar a Samoilovich, sacarlo, según los deseos de los mayores, del hetman y exiliarlo a una de las grandes ciudades rusas. Golitsyn envió a Samoilovich a Oriol, desde donde el hetman y su hijo Yakov fueron llevados a Nizni Nóvgorod.
En septiembre del mismo año, se emitió un decreto real: Samoilovich debería ser enviado a Tobolsk, y su hijo Yakov y su esposa a Yeniseisk.
En 1690, murió Samoilovich y, el 9 de julio de 1695, su hijo Yakov murió y fue trasladado a Tobolsk. Otro hijo, Grigory, fue acusado de varias palabras "indecentes" sobre los soberanos y, el 11 de noviembre de 1687, ya había sido ejecutado en Sevsk.

### Iván Mazepa

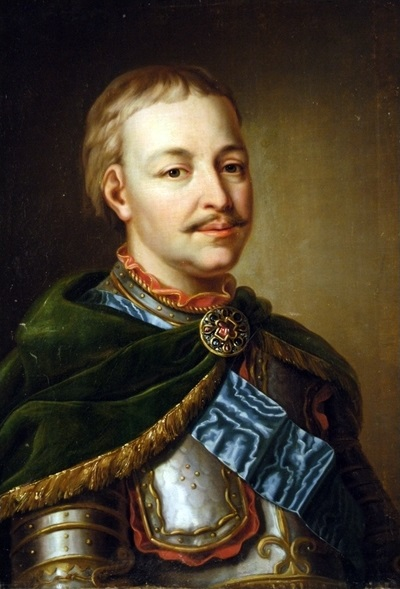
Retrato de Iván Mazepa.

Nacido el 20 de marzo (30 de marzo) de 1639. 
En junio de 1674, Iván Mazepa era uno de los oficiales de Petró Doroshenko, el hetman de la Ucrania de la Margen Derecha, cuando fue enviado al Kanato de Crimea y al Imperio Otomano. En este viaje, Mazepa tomó como esclavos y rehenes a 15 cosacos de la Margen Izquierda. Sin embargo, su delegación fue interceptada por Iván Sirkó, entonces Koshovyi Otamán del Sich de Zaporiyia y vasallo de Zar Alejo I. Después se convirtió en Yesaúl al servicio de Iván Samoilovich, el hetman de la Margen Izquierda.
Después de la deposición de Iván Samoilovich, Mazepa fue apoyado por el Príncipe Golitsyn en su elección como Hetman de la Margen Izquierda, el 25 de julio (4 de agosto) de 1687, por la Rada que tuvo lugar cerca de Kolómak, en el Óblast de Járkov.
En 1700, Mazepa recibió la Orden de San Andrés, entonces la orden más alta de Rusia, de manos del Zar Pedro I. En los años siguientes, Mazepa siguió estrictamente todas las instrucciones reales.
Tras la derrota rusa en la Batalla de Fraustadt, el 13 de febrero de 1706, en el contexto de la Gran Guerra del Norte (1720-1721), el 13 (24) de septiembre  de 1706, el Elector de Sajonia y Rey de Polonia, Augusto II, aliado del Zar Pedro I, se vio obligado a abdicar del trono polaco en favor Estanislao Leszczynski, aliado del Rey Carlos XII de Suecia, y rompió la alianza con Rusia (Tratado de Altranstädt (1706)), así Rusia quedó sola en la guerra con Suecia.
En estas circunstancias, en 1707, el Zar Pedro I inició otras reformas encaminadas a crear el Imperio Ruso, y esta nueva etapa de reformas se tradujo en una limitación de la autonomía ucraniana. Las fortalezas militares fueron transferidas al control ruso. El gobierno de las ciudades ucranianas se transfirió a la "Orden (prikaz) de Rusia Menor" bajo la división administrativo-territorial rusa, convirtiendo a Ucrania de un estado autónomo "extranjero" a una provincia rusa. Durante la reforma territorial, no se tuvieron en cuenta las fronteras del Hetmanato Cosaco. Estas restricciones a la autonomía ucraniana provocaron un fuerte rechazo por parte de los ancianos ucranianos. En este contexto, desde la primavera de 1707, Mazepa entabló negociaciones secretas con el nuevo rey polaco.  
En el otoño de 1708, el Zar Pedro I invitó Mazepa a a llevar tropas cosacas para unirse a las tropas rusas cerca de Starodub, pero Mazeppa prefirió huir, llevándose consigo, aparte del tesoro del hetman, sólo 1.500 cosacos, para unirse al Rey Carlos XII de Suecia, que estaba acampado al sureste de Nóvgorod-Síverski.
Desde el campo sueco, Mazepa escribió una carta a Ivan Ilich Skoropadsky, un líder cosaco leal al Zar Pedro I, explicándole los motivos de su traslado e invitando al capataz y a los cosacos a seguir su ejemplo. Algunos historiadores sostienen que, en ese momento el Rey Carlos XII concedió a Mazepa el derecho de utilizar los colores de la bandera militar sueca (amarillo y azul claro) como insignias (es decir, banderas estrechas) en las cimas de los destacamentos cosacos bajo su mando, que más tarde se convirtieron en los colores de la Bandera de Ucrania.
Tras la traición de Mazepa, Ivan Ilich Skoropadsky pasó a dirigir a los cosacos aliados del Zar Pedro I.

### Ivan Ilich Skoropadsky
Nacido en 1646.

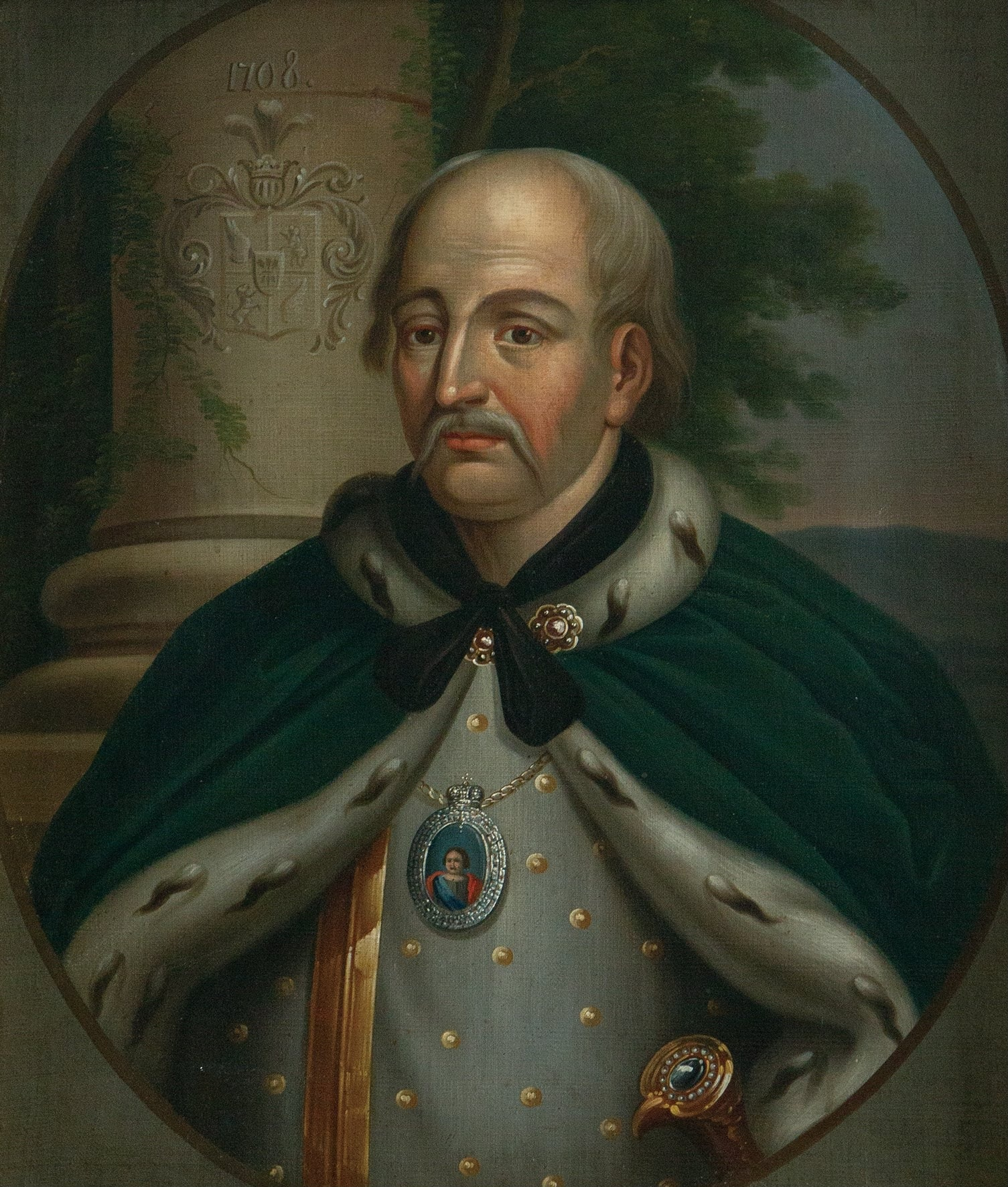
Ivan Ilich Skoropadsky.

En 1706, Ivan Ilich Skoropadsky fue nombrado coronel del Regimiento Cosaco de Starodub, que era el mayor de los diez regimientos cosacos del Hetmanato Cosaco. Cuando Iván Mazepa le escribió una carta, el 30 de octubre de 1708, invitándole a apoyar al Rey Carlos XII de Suecia, Skoropadsky prefirió permanecer del lado del Zar Pedro I y, pocos días después, fue elegido Hetman de la Margen Izquierda, con el apoyo del zar Pedro I, en una Rada (Asamblea) celebrada en Hlújiv.
El 27 de junio (8 de julio) de 1709, dirigió un contingente de 8.000 cosacos alineados con las tropas rusas en la Batalla de Poltava, en la que los rusos salieron victoriosos en el contexto de la Gran Guerra del Norte (1700-1721).
En el periodo posterior a la Batalla de Poltava, fue muy criticado por otros líderes cosacos por no reaccionar adecuadamente a las acciones del Zar Pedro I que redujeron la autonomía del poder cosaco en la orilla izquierda del Río Dniéper.
A principios de 1722, viajó con su séquito y su esposa a Moscú para felicitar al Zar Pedro I por la firma del Tratado de Nystad, que puso fin a la Gran Guerra del Norte. Permaneció unos meses en Moscú, donde fue informado de la firma, el 29 de abril, del decreto de creación del Colegio de la Rusia Menor. Esta reforma redujo aún más su poder. A finales de junio, inició su viaje de vuelta a casa, pero sólo consiguió llegar a llegar a Hlújiv. El 3 de julio falleció.

### Pavel Leontievich Polubotok
Nacido alrededor de 1660.

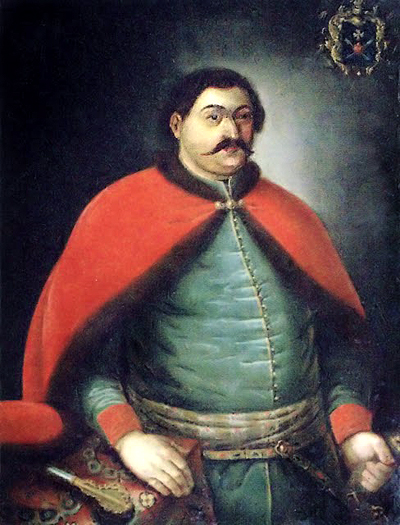
Pavel Leontievich Polubotok.

En 1723, los Cosacos de Zaporiyia, bajo el mando del Príncipe Vasili Vasilievich Golitsyn, emprendieron una campaña hacia Butsky Ford para proteger la Rusia de las incursiones. Mientras estaban acampados en las orillas del Río Kolomak, principalmente con la ayuda del comandante del Regimiento de Mýrhorod, Daniil Pavlovich Apóstol, se escribieron peticiones para la abolición de las tasas y para la elección de un atamán por parte del pueblo, que fueron enviadas a Hlújiv, donde tenía su sede el Colegio de Rusia Menor y, desde allí, enviadas a San Petersburgo.
Estas peticiones sorprendieron al Zar Pedro I, que envió a A.I. Rumyantsev a la Rusia Menor para investigar todas las circunstancias de su compilación, si la gente realmente participó en su compilación (mensajes de petición). Rumyantsev realizó una encuesta entre los residentes locales y obtuvo una respuesta negativa, revelando toda una red de intrigas de Pavel Leontievich Polubotok y otros ancianos.
Andrei, el hijo de Polubotok, recibió la orden de llamar al centurión de Lyubetsky y le ordenó escribir quejas sobre los rusos, sobre sus atropellos, sobre las penurias causadas por las tropas. De su gente, que estaba en los destacamentos cosacos estacionados en la frontera del Río Kolomak, lograron obtener una petición al Zar con quejas sobre la opresión de las autoridades de la Gran Rusia, sus injusticias y extorsiones ilegales.
Se hizo todo lo posible para paralizar el trabajo de Rumyantsev y desbaratar sus planes. Sin embargo, antes de recibir la petición, el Zar Pedro I se enteró de los trucos de Polubotok, de los sobornos a los empleados y ordenó una investigación. Todos los documentos de los detenidos cayeron en manos de las autoridades, gracias a las cuales no sólo se reveló la imagen de sus maquinaciones, sino también muchas anarquías en Ucrania que querían ocultar.
En mayo de 1723, Polubotok fue convocado a San Petersburgo, donde presentó una petición al Zar Pedro I para la abolición de las nuevas reglas restrictivas, lo que enfureció mucho al Zar quien ordenó que Polubotok y sus camaradas (asociados) fueran encarcelados en la Fortaleza de San Pedro y San Pablo y realizaran una investigación.
En diciembre de 1724, Polubotok Murió en la prisión a causa de una enfermedad, rechazando un médico enviado por el Zar.

### Daniil Pavlovich Apóstol

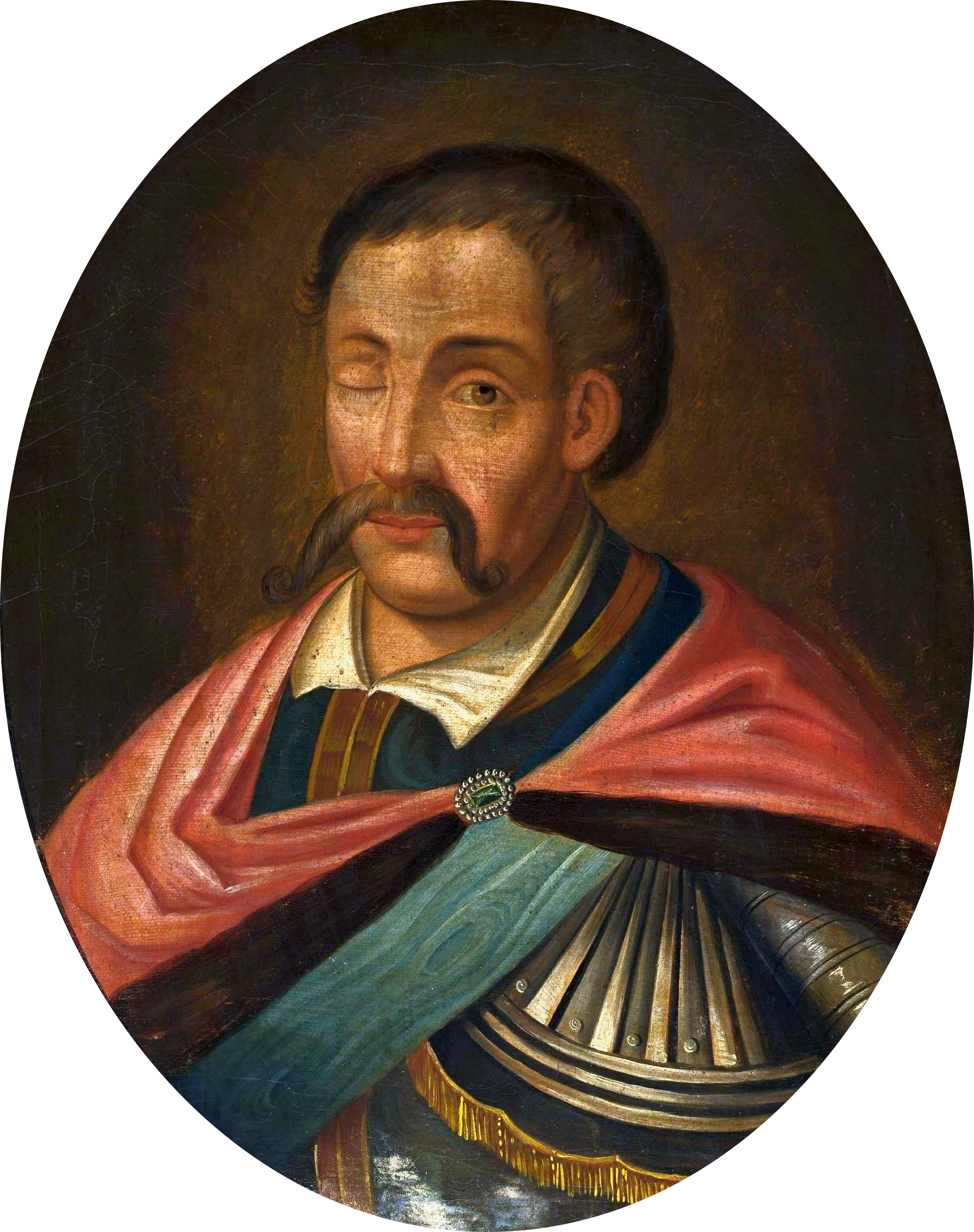
Daniil Pavlovich Apóstol.

Nacido en 4 de diciembre (14 de diciembre) de 1654.
En 1683, tras la muerte de su padre, el Daniil Pavlovich Apóstol se convirtió en Coronel de Mýrhorod. Más tarde, fue destituido, después de que  Iván Mazepa se convirtió en hetman (25 de julio (4 de agosto) de 1687). Sin embargo, ya en 1693, volvió a ser Coronel de Mýrhorod, enviado por Mazepa junto con otros coroneles para combatir Petrik Ivanenko, un cosaco aliado del Imperio Otomano.
En la Primera Campaña de Azov (en la primavera de 1695), Apóstol fue enviado con los cosacos a capturar las fortalezas turcas cerca de las desembocaduras del Río Dnieper; La campaña terminó con mucho éxito, pero Mazepa, a quien no le agradaba Apóstol, no lo envió con noticias a Moscú, ya que creía que los mensajeros serían generosamente regalados por el Zar Pedro I, lo que realmente sucedió.
En 1708, estaba con Mazepa, cuando Mazepa se unió al Rey Carlos XII de Suecia. Pero tras la derrota de Mazepa en Baturín, Mazepa envió Apóstol al Zar Pedro I, con una oferta para recuperar la dignidad de hetman. Pronto Apóstol escribió una felicitación al nuevo hetman: Ivan Skoropadsky, donde pedía interceder por él ante el Zar Pedro I.
En 1722, Apóstol fue enviado con 10.000 cosacos a Persia y este destacamento participó en la fundación de la fortaleza de la Santa Cruz junto al Río Sulake. Un año más tarde, Apóstol fue reemplazado por el coronel de Lubní, Andrei Markovich Markevich, y enviado a Kolomaku para proteger la frontera de los tártaros y los cosacos desleales.
A su regreso, fue convocado a San Petersburgo, donde fueron juzgados Pavel Leontievich Polubotok y los ancianos cosacos, que protestaron contra las nuevas órdenes introducidas por el Zar I Pedro en la Margen Izquierda del Río Dniéper (institución del Colegio de la Rusia Menor). Cuando fue condenado a vivir permanentemente en San Petersburgo.
Sin embargo, pronto se le permitió regresar al regimiento, y, después de la abolición del Colegio de la Rusia Menor por el Zar Pedro II, el 1 de octubre de 1727, que devolvió a los cosacos el derecho a elegir un hetman, en la presencia del comisionado del zar, Fyodor Vasílievich Naumov, Apóstol fue elegido por la Rada de Hlújiv el atamán de la Margen Izquierda de Ucrania. El apóstol se excusó de ser viejo (70 años), pero aun así aceptó ser hetman. Naumov permaneció al servicio del hetman como ministro asesor del Ejército de Zaporozhia.
Posteriormente, fue con Naumov y los ancianos cosacos a Moscú para la coronación del Zar Pedro II, que se celebró el 25 de febrero de 1728. Apóstol fue recibido amablemente por el Zar Pedro II y trajo de los "Puntos Decisivos": artículos aprobados por el Zar, según los cuales se restableció la administración elegida anteriormente, su propia corte, las pertenencias militares y se destruyeron los impuestos impuestos por el Colegio de la Rusia Menor.
Murió el 28 de enero de 1734.

### Consejo de Gobierno de la Oficina Hetman
Después de la muerte del Hetman Daniil Pavlovich Apóstol en 1734, Ana de Rusia no permitió que se celebraran nuevas elecciones del Hetman de Zaporizhia. En cambio, el puesto fue reemplazado por un consejo designado que estaba formado por tres funcionarios rusos y tres funcionarios cosacos mayores (starshyna).

### Kiril Razumovski
Nacido el 18 (29) de marzo de 1728.

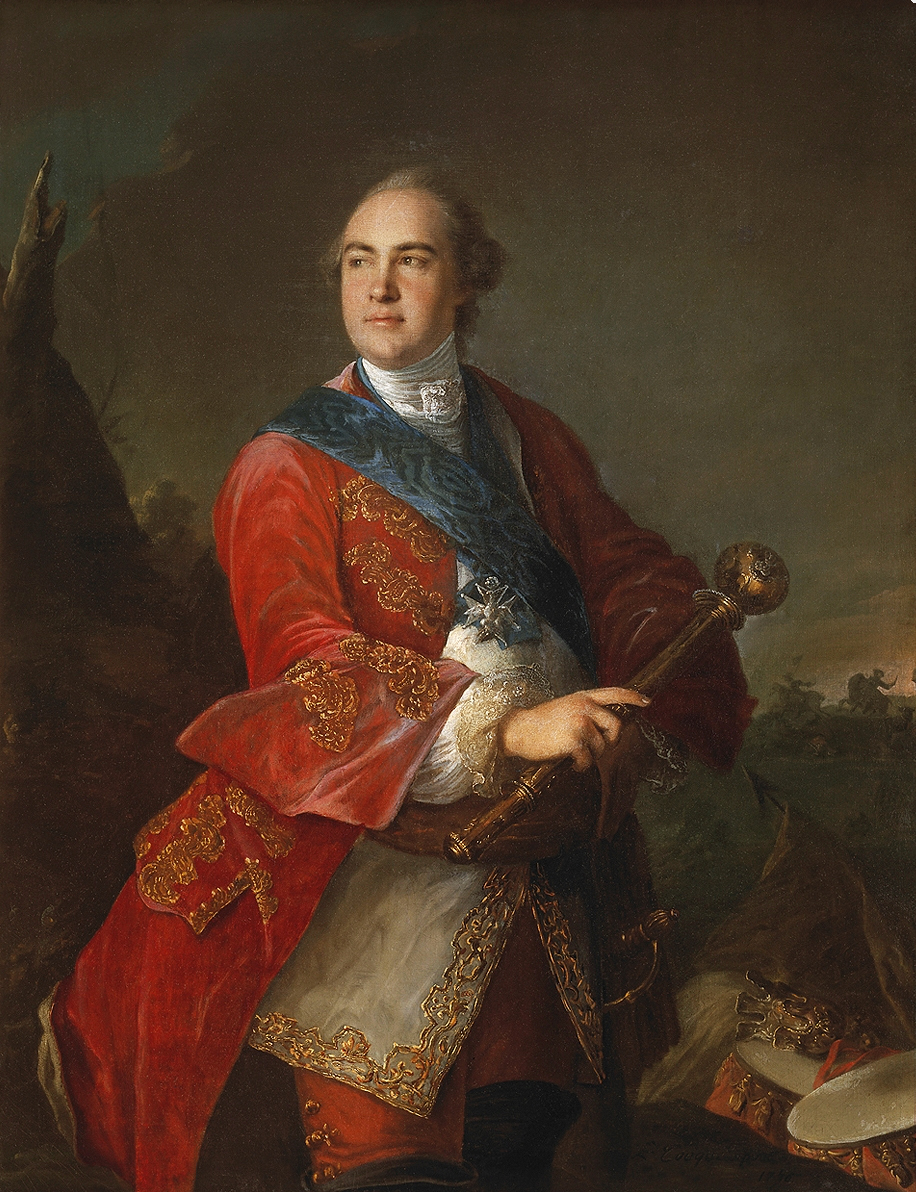
Kiril Razumovski

El 2 (13) de agosto de 1750, la Emperatriz Isabel I de Rusia firmó un decreto recrear la dignidad del hetman, decreto por el que se crea de nuevo el cargo de Hetman, para el que fue nombrado Kiril Razumovski, “Su Majestad Imperial Hetman de toda la Rusia Menor, para gobernar ambos lados del Río Dnieper y las tropas de Zaporiyia".
En sus dos capitales, Hlújiv y Baturin, Razumovsky se rodeó de cortesanos, fundó una ópera italiana y un teatro francés. Formuló sus decretos no menos autocráticamente que lo habitual en San Petersburgo. El arquitecto Kvasov, despedido de las orillas del Neva, comenzó a construir residencias palaciegas.
Posteriormente, Razumovsky continuó prestando especial atención a la construcción de palacios e iglesias en la Rusia Menor, tratando de acercarlas a la arquitectura metropolitana.
Isabel I de Rusia recibió información muy desfavorable sobre el orden que Razumovsky introdujo en los territorios que le habían sido confiados. Valishevsky señala que a pesar de todas las inclinaciones alentadoras, el joven hetman a menudo "cayó bajo la influencia de parientes codiciosos y del ambiente corrupto que lo rodeaba". La emperatriz fue bombardeada con quejas sobre el soborno de Razumovsky, que bajo su liderazgo los campesinos se estaban empobreciendo y sus parientes se estaban volviendo fabulosamente ricos.
En 1754, Isabel I de Rusia convocó a Razumovsky a Moscú para pedirle explicaciones. Al mismo tiempo, el poder del hetman se limitó seriamente, se abolieron los derechos de aduana en la frontera Rusia-Hetmanato, lo que redujo los ingresos fiscales del hetmanato. Isabel también prohibió a Razumovsky mantener correspondencia con extranjeros.
En 1756, el territorio controlado por Razumovsky se ha reducido: el Nuevo Sich de Zaporiyia quedó subordinado al Senado de Gobierno.
Después de una estancia de tres años en la corte imperial (1754-1757), a Razumovsky se le permitió regresar a su residencia en Hlújiv. Pero ya a finales del mismo 1757, se apresura a regresar al norte por asuntos de la Academia de Ciencias. Después de la creación de la Universidad de Moscú en 1755, G. N. Teplov, que redactó los estatutos de la Universidad de Moscú, ofreció a Razumovsky su proyecto de organizar una institución similar para los Pequeños Rusos en Baturin.
A finales de los años 1750 y 1760, Kirill Razumovsky se manifestó plenamente como un estadista maduro: trabajó para aumentar el contento de los cosacos de la Rusia Menor, defendió los derechos de la Rusia Menor en el Senado y, al regresar a Hlújiv, lanzó un programa de reformas de gran alcance en el espíritu de la Ilustración, incluida la introducción de regimientos de construcción regulares y la reorganización de los procedimientos judiciales.
El 28 de junio (9 de julio de 1762), la Emperatriz Catalina II de Rusia subió al trono y empezó a temer que el hetmanato de la Rusia Menor se convirtiera en hereditario  y en su círculo pronto prevaleció la opinión sobre la necesidad de abolir el hetmanato.
Grigori Nikolaevich Teplov fue uno de los principales defensores de la abolición del hetmanato. Fue él quien redactó el famoso documento "Sobre los desórdenes que surgen del abuso de derechos y costumbres, confirmado por los estatutos de la Rusia Menor". En él, Teplov, jefe de la oficina del Hetman bajo Razumovsky, denuncia que las instituciones de la oficina son incompetentes, describe brevemente la historia del establecimiento de la oficina del Hetman en Rusia Menor, las causas de la corrupción en la Rusia Menor y llega a la conclusión de que para mejorar la situación de los campesinos de la Rusia Menor es necesario rotar a los nobles y reemplazar completamente las instituciones del Hetmanato, debido a su ineficacia y a las pretensiones depredadoras de los ancianos cosacos, dotados de Cartas de tierras campesinas.
El 21 de noviembre de 1764, se emitió el decreto que abolió la dignidad del Hetman, como compensación, Razumovsky recibió el rango de Mariscal de campo general, aunque no tenía experiencia en combate. Pasó los siguientes dos años en el extranjero.
Con la desaparición del Hetmanato Cosaco, la orilla izquierda del Río Dniéper quedó bajo la Gobernación de Rusia Menor.